# Flughafen Odense

i7
i11
i13
Der Flughafen Hans Christian Andersen, Odense (dänisch: Hans Christian Andersen Airport, Odense Lufthavn, hist. Beldringe Lufthavn) ist ein dänischer Flughafen.
Er befindet sich auf der süddänischen Insel Fünen, rund zwölf Kilometer nördlich der Großstadt Odense.
Namensgeber des Flughafens ist der dänische Schriftsteller und Dichter Hans Christian Andersen.

## Geschichte
Im Zweiten Weltkrieg während der Besatzung Dänemarks begannen Deutsche 1943 mit dem Bau des Flughafens.
In den Folgejahren und -jahrzehnten wurde der Flughafen sukzessive ausgebaut und erweitert.
Das heutige Terminal und der Tower entstanden 1970.
Das Jet-Zeitalter begann auf dem Flughafen mit Inlandsflügen einer Boeing 737 der Maersk Air von und nach Kopenhagen.
Dies erforderte eine Verstärkung der Start- und Landebahn des Flughafens, der bis dato lediglich von kleinerem Fluggerät angesteuert wurde.
Hinsichtlich der Flughafennutzung dominierte in den Folgejahren weiterhin Maersk Air mit Inlandsflügen.
In den 1980er Jahren stellte sich im Hinblick auf die Planung der Großen-Belt-Querung die Frage nach der wirtschaftlichen Überlebensfähigkeit des Flughafens.
Zu Beginn des Jahres 1998 übertrug der dänische Staat seine Eigentümerschaft am Flughafen an die damalige Provinz Fünen sowie mehrere lokale Kommunen;
gleichwohl wurden gegen Jahresende sämtliche Linienflüge eingestellt.
In der Folgezeit entschieden sich mehrere Reiseveranstalter und Investoren, den Flughafen als Ausgangspunkt für Charterflüge zu nutzen.
Motivation hierfür sei insbesondere gewesen, interessierten Reisenden lange Anfahrtswege zu benachbarten Flughäfen, etwa nach Kopenhagen, zu ersparen.